# Thomas Houtepen
Thomas Houtepen (Middelburg, 15 mei 2002), is een Nederlands handballer.
In 2021 maakte Houtepen de overstap naar de Duitse club TV Cloppenburg, waar hij 1 seizoen speelde voordat hij werd opgeroepen voor het Nederlandse nationale team.
Houtepen werd in 2022 op het EK handbal voor teams onder 20 jaar in Bulgarije gekozen als beste middenopbouw gekozen in het All-star team. Sinds 2022 speelt Houtepen bij de Duitse club TBV Lemgo Lippe. Hij heeft een contract tot 2025. In januari 2024 scheurde Houtepen zijn kruisband tijdens de hoofdronde tegen Denemarken op het EK.
Houtepen heeft eind december 2024 een nieuw contract getekend bij de Deense 1e liga club TTH Holstebro. Hij heeft een contract tot 2027 getekend.